# 瓦爾祖加河
瓦爾祖加河是俄羅斯的河流，位於摩爾曼斯克州科拉半島以南，河道全長254公里，流域面積9,840平方公里，河水最終注入白海。
瓦爾祖加河河道在10月至5月被冰封。